# David Phelps
David Edward Phelps (ur. 9 października 1986) – amerykański baseballista występujący na pozycji miotacza.

## Przebieg kariery
Phelps studiował na University of Notre Dame, gdzie w latach 2006–2007 występował w drużynie uniwersyteckiej Notre Dame Fighting Irish. W 2008 został wybrany w czternastej rundzie draftu przez New York Yankees i początkowo występował w klubach farmerskich tego zespołu, między innymi w Scranton/Wilkes-Barre Yankees, reprezentującym poziom Triple-A. W Major League Baseball zadebiutował 8 kwietnia 2012 w meczu przeciwko Tampa Bay Rays.
W grudniu 2014 w ramach wymiany zawodników przeszedł do Miami Marlins, zaś w lipcu 2017 na tej samej zasadzie dołączył do składu Seattle Mariners. Z powodu kontuzji łokcia, odniesionej 6 sierpnia 2018 w meczu z Kansas City Royals, opuścił sezon 2018.